# Sjöfartsverkets helikopterverksamhet
Sjöfartsverkets helikopterverksamhet är en del av Sjö- och flygräddningsavdelningen inom Sjöfartsverket. Sjöfartsverket är huvudman för sjöräddning och flygräddning i den svenska räddningsregionen. 

## Verksamhet

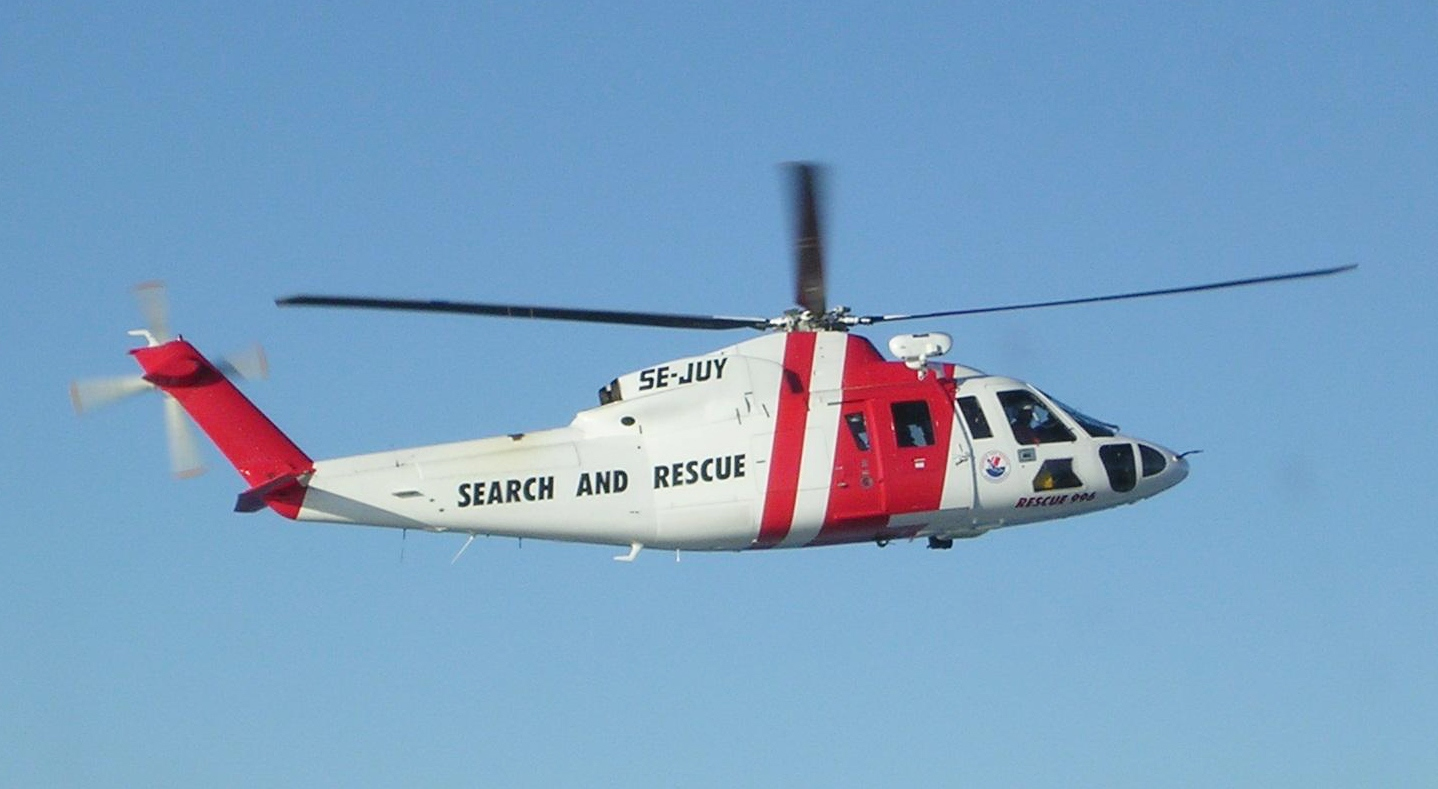
Räddningshelikopter av typ Sikorsky S-76, som tidigare flögs av Sjöfartsverkets helikopterverksamhet.

Helikopterverksamheten har omkring 100 anställda vid fem flygbaser: 
- Säve flygplats i Göteborg (samlokalisering med Polisflygets helikoptrar i Göteborg)
- Kristianstad
- Visby flygplats
- Mellingeholms flygplats i Norrtälje
- Umeå flygplats, tidigare i Sundsvall

Den har beredskap dygnet runt, året runt, för sjö- och flygräddning (Search and Rescue, eller bara SAR) med sju medeltunga helikoptrar, varav fem är i drift och två som ersättare för helikoptrar som underhålls och i övrigt i operativ reserv. Huvudkontoret ligger på Säve flygplats i Göteborg.
Helikoptrarna ska kunna påbörja en insats inom 15 minuter efter att besättningen larmats. En besättning består av två piloter, en ytbärgare och en mekaniker/vinschoperatör. Besättningarna arbetar i sjudagarspass och bor då på flygbasen.

## Historik
Sjöfartsverket hade sedan 1993 ett avtal med Försvarsmakten om att denna skulle hålla helikoptrar i beredskap för räddningsverksamhet vid fyra, senare fem, flygplatser. I början av 2000-talet kunde Försvarsmakten inte längre upprätthålla erforderlig kapacitet, varför Sjöfartsverket i stället upphandlade civila helikoptrar i ökad omfattning. Från 2009 upphörde Försvarsmakten att ställa räddningshelikoptrar till förfogande.
Norrlandsflyg AB opererade en ökande flotta av svenska civila sjö- och flygräddningshelikoptrar på uppdrag för Sjöfartsverket mellan 2002 och 2011 från fem flygbaser, varav den i Norrland låg i Sundsvall. Våren 2012 ombaserades räddningshelikoptern i Skellefteå till en ny bas för sjö- och flygräddning på Umeå flygplats.
För att säkerställa tillgången till räddningshelikoptrar, efter det att Norrlandsflyg och dess moderbolag hamnat i ekonomiska svårigheter, övertog Sjöfartsverket bolaget Scandinavian Helicopter Invest AB, med räddningshelikoptrar som drevs av Norrlandsflyg AB, i november 2011 och namnändrade företaget till SMA Helicopter Rescue AB. I januari inlemmades detta företags verksamhet i Sjöfartsverket, med avsikt att under 2014 avveckla SMA Helicopter Rescue AB.
Helikopterflottan bestod till 2013 av sju Sikorsky S-76. Från och med 2013 har hela flottan börjat bytas ut mot AgustaWestland AW139. Under 2013 levererade tre av dessa, och leveranserna avses vara avslutade till slutet av 2014. Den nyare helikoptertypen kan ta fler nödlidande, har längre räckvidd i tid och avstånd och bedöms ha större tillgänglighet, eftersom den klarar besvärligare väderlek, som till exempel vid isbildning. Den första helikoptern togs i drift i Umeå i april 2015.
2015 uppmärksammades upphandlingen av de nya helikoptrarna av Uppdrag granskning som visade på flera felaktigheter. Upphandlingen granskades därefter av Konkurrensverket som valde att rikta kritik mot Sjöfartsverket för det sätt som upphandlingen skötts.